# 贝马
贝马（義大利語：Bema），是意大利松德里奥省的一个市镇。总面积19平方公里，人口134人，人口密度7.1人/平方公里（2009年）。国家统计（ISTAT）代码为014006。